# Редгрейв, Линн
Линн Редгрейв (англ. Lynn Redgrave, 8 марта 1943[…], Марилебон, Большой Лондон — 2 мая 2010[…], Кент) — британская актриса из актёрской династии Редгрейвов. Обладательница двух премий «Золотой глобус», а также дважды номинантка на премию Американской киноакадемии.

## Биография
Линн Рейчел Редгрейв родилась в Лондоне 8 марта 1943 года в семье актёра сэра Майкла Редгрейва и актрисы Рэйчел Компсон. Помимо неё в семье уже было два ребёнка, которые также стали актёрами: старшая сестра Ванесса Редгрейв и брат Корин Редгрейв.
После обучения в лондонской Школе речи и драмы в 1962 году Линн дебютировала на театральной сцене Королевского судебного театра в постановке «Сон в летнюю ночь». Вскоре после этого она появилась в Вест-Энде в постановке «Цветок тюльпана» с Селией Джонсон в главной роли. После одного сезона работы в театре Олд Вик Редгрейв была приглашена в труппу Королевского национального театра, где работала с такими режиссёрами как Лоренс Оливье, Франко Дзеффирелли и Ноэл Кауард.
В то же время Редгрейв дебютировала в кино, появившись в фильмах «Том Джонс» (1963), «Девчонка с зелеными глазами» (1964) и «Дело самоубийцы» (1966). В 1966 году она исполнила главную роль в фильме «Девушка Джорджи», за которую была номинирована на «Оскар» в категории «Лучшая актриса» и удостоена «Золотого глобуса» в той же номинации. Год спустя состоялся её бродвейский дебют в постановке «Чёрная комедия» с Джеральдин Пейдж и Майклом Кроуфордом в главных ролях.
В 1967 году Редгрейв вышла замуж за актёра и режиссёра Джона Кларка, в браке родились трое детей. Их брак продлился более 30 лет и завершился разводом в 2000 году.
В 1970-е и в 1980-е годы Линн Редгрейв продолжала активно играть в театре, сниматься в кино, а также на телевидении. У неё были роли в телесериалах «Остров фантазий», «Отель» и «Она написала убийство». В кино в те годы наиболее примечательные её роли были в фильмах «Всё, что вы всегда хотели знать о сексе, но боялись спросить» (1972), «Национальное здоровье» (1973), «Счастливая проститутка» (1975), «Воскресные любовники» (1980) и «Всё как надо» (1989).
В 1991 году Линн Редгрейв вместе с сестрой Ванессой Редгрейв появилась на сцене лондонского Королевского театра в чеховской постановке «Три сестры», где исполнила роль Маши. В 1990-е годы она часто появлялась на Бродвее, исполнив роли в постановках «Луна над буйволом», «Записные книжки Тригорина», «Говорящие головы», «Любовные письма» и «Шекспир для моего отца», роль в котором принесла ей номинацию на премию «Тони». В 1996 году у Редгрейв была примечательная роль в фильме «Блеск», а в 1998 году — в картине «Боги и монстры», которая принесла ей вторую номинацию на «Оскар».
Одни из последних её киноролей были в фильмах «Лучший друг» (2000), «В глубине» (2000), «Питер Пэн» (2003), «Кинси» (2004), «Жизнь по Джейн Остин» (2007) и «Шопоголик» (2009).
В 2001 году Линн Редгрейв был присуждён титул Офицера Британской империи. Она также является гражданкой двух государств — Великобритании и США.
Линн Редгейв многие годы страдала от булимии. В декабре 2002 года у неё был диагностирован рак груди, а год спустя ей сделали мастэктомию, а также она прошла курс химиотерапии. Линн Редгрейв скончалась 2 мая 2010 года в своём доме в городе Кент, штат Коннектикут, в возрасте 67 лет, после нескольких лет борьбы с раком. Месяцем ранее также от рака умер её брат, актёр Корин Редгрейв.

## Избранная фильмография
| Год       |    | Русское название                                             | Оригинальное название                                                       | Роль                                    |
| --------- | -- | ------------------------------------------------------------ | --------------------------------------------------------------------------- | --------------------------------------- |
| 1963      | ф  | Том Джонс                                                    | Tom Jones                                                                   | Сьюзан                                  |
| 1964      | ф  | Девушка с зелёными глазами                                   | Girl with Green Eyes                                                        | Баба Бреннан                            |
| 1966      | ф  | Девушка Джорджи                                              | Georgy Girl                                                                 | Джорджи                                 |
| 1966      | ф  | Дело самоубийцы                                              | The Deadly Affair                                                           | дева                                    |
| 1970      | ф  | Последняя лихая штучка из Мобила                             | The Last of the Mobile Hot Shots                                            | Миртл Кейн                              |
| 1972      | ф  | Всё, что вы всегда хотели знать о сексе, но боялись спросить | Everything You Always Wanted to Know About Sex * (* But Were Afraid to Ask) | королева                                |
| 1973      | ф  | Национальное здоровье                                        | The National Health                                                         | медсестра Свит / медсестра Бетти Мартин |
| 1975      | ф  | Счастливая проститутка                                       | The Happy Hooker                                                            | Ксавиера Холландер                      |
| 1979—1981 | с  | Вызов на дом                                                 | House Calls                                                                 | Энн Андерсон                            |
| 1980      | ф  | Воскресные любовники                                         | Les seducteurs                                                              | леди Давина                             |
| 1989      | ф  | Всё как надо                                                 | Getting It Right                                                            | Джоан                                   |
| 1996      | ф  | Блеск                                                        | Shine                                                                       | Джиллиан                                |
| 1997      | тф | Зубная фея                                                   | Toothless                                                                   | Роджерс                                 |
| 1998      | ф  | Боги и монстры                                               | Gods and Monsters                                                           | Ханна                                   |
| 2000      | ф  | Лучший друг                                                  | The Next Best Thing                                                         | Хелен Уиттакер                          |
| 2000      | ф  | В глубине                                                    | Deeply                                                                      | Селия                                   |
| 2000      | ф  | Как убить соседскую собаку?                                  | How to Kill Your Neighbor’s Dog                                             | Эдна                                    |
| 2002      | ф  | Паук                                                         | Spider                                                                      | миссис Уилкинсон                        |
| 2002      | ф  | Гензель и Гретель                                            | Hansel and Gretel                                                           | женщина / ведьма                        |
| 2003      | ф  | Питер Пэн                                                    | Peter Pan                                                                   | тётя Миллисент                          |
| 2004      | ф  | Кинси                                                        | Kinsey                                                                      | объект исследования                     |
| 2005      | ф  | Белая графиня                                                | The White Countess                                                          | Ольга Белинская                         |
| 2007      | ф  | Жизнь по Джейн Остин                                         | The Jane Austen Book Club                                                   | мама Скай                               |
| 2007      | с  | Отчаянные домохозяйки                                        | Desperate Housewives                                                        | Далия Хейнсворт                         |
| 2009      | ф  | Шопоголик                                                    | Confessions of a Shopaholic                                                 | пьяная дама на вечеринке                |

## Награды и номинации
| Награда                        | Год  | Категория                                                | Название работы            | Результат |
| ------------------------------ | ---- | -------------------------------------------------------- | -------------------------- | --------- |
| Оскар                          | 1967 | Лучшая женская роль                                      | Девушка Джорджи            | Номинация |
| Оскар                          | 1999 | Лучшая женская роль второго плана                        | Боги и монстры             | Номинация |
| Золотой глобус                 | 1967 | Лучший дебют актрисы                                     | Девушка Джорджи            | Номинация |
| Золотой глобус                 | 1967 | Лучшая женская роль в комедии или мюзикле                | Девушка Джорджи            | Победа    |
| Золотой глобус                 | 1981 | Лучшая женская роль в комедийном телесериале или мюзикле | Вызов на дом               | Номинация |
| Золотой глобус                 | 1999 | Лучшая женская роль второго плана в кинофильме           | Боги и монстры             | Победа    |
| Эмми                           | 1981 | Лучшая женская роль в комедийном телесериале             | Вызов на дом               | Номинация |
| BAFTA                          | 1965 | Самая многообещающая начинающая актриса                  | Девушка с зелёными глазами | Номинация |
| BAFTA                          | 1967 | Лучшая женская роль                                      | Девушка Джорджи            | Номинация |
| BAFTA                          | 1997 | Лучшая женская роль второго плана                        | Блеск                      | Номинация |
| BAFTA                          | 1999 | Лучшая женская роль второго плана                        | Боги и монстры             | Номинация |
| Независимый дух                | 1999 | Лучшая женская роль второго плана                        | Боги и монстры             | Победа    |
| Премия Гильдии киноактёров США | 1997 | Лучший актёрский состав в игровом кино                   | Блеск                      | Номинация |
| Премия Гильдии киноактёров США | 1999 | Лучшая женская роль второго плана                        | Боги и монстры             | Номинация |
| Спутник                        | 1999 | Лучшая женская роль второго плана в кинофильме           | Боги и монстры             | Номинация |